# Legge di Hubble
In astronomia e cosmologia, la legge di Hubble-Lemaître (o legge di Hubble) afferma che esiste una relazione lineare tra lo spostamento verso il rosso della luce emessa dalle galassie e la loro distanza. Tanto maggiore è la distanza della galassia e tanto maggiore sarà il suo spostamento verso il rosso. In forma matematica la legge di Hubble può essere espressa come:
{\displaystyle z={\frac {H_{0}D}{c}}+{\frac {1}{2}}(1+q_{0})\left({\frac {H_{0}D}{c}}\right)^{2}+O\left({\frac {H_{0}D}{c}}\right)^{3}}
dove z è lo spostamento verso il rosso misurato della galassia, D è la sua distanza, c è la velocità della luce e H0 è la costante di Hubble, il cui valore stimato è attorno a 2,176×10−18 Hz (67,15 km/s/Mpc) e {\displaystyle q_{0}} il parametro di decelerazione, definito come {\displaystyle q=-{\frac {{\ddot {a}}a}{{\dot {a}}^{2}}}} con {\displaystyle a} fattore di scala.
La legge di Hubble è considerata la prima base di osservazione per l'espansione dell'universo e oggi serve come una delle prove più spesso citate a sostegno del modello del Big Bang. Il movimento degli oggetti astronomici dovuto esclusivamente a questa espansione è noto come flusso di Hubble.

## Storia
Nel 2018 l'Unione Astronomica Internazionale, tramite votazione interna, ha stabilito la co-attribuzione della legge anche a Georges Lemaître.
La legge empirica di Hubble è un'importante conferma osservativa della soluzione delle equazioni di Albert Einstein. Vale per un universo omogeneo isotropo e in espansione; sotto queste ipotesi, risolvendo per la prima volta le complesse equazioni della Relatività generale,Georges Lemaître aveva dedotto e misurato nel 1927 una legge, strettamente lineare, che afferma che la velocità di recessione v è direttamente proporzionale alla distanza D (tanto maggiore è la distanza tra due galassie e tanto più alta è la loro velocità di allontanamento reciproco), esprimibile matematicamente con:
{\displaystyle v=H_{0}D\ }
Questa relazione teorica coincide con la precedente legge empirica qualora lo spostamento verso il rosso z sia direttamente proporzionale alla velocità di recessione v, cioè z=v/c. Il legame tra v e z è lineare solamente per z molto più piccolo di 1 (quindi vale senza dubbio per gli spostamenti verso il rosso molto bassi osservati ai tempi di Hubble e Humason), mentre per z maggiori dipende dal particolare modello di universo in espansione scelto.
La legge è in ogni caso attribuita all'astronomo Edwin Hubble, che la enunciò nel 1929 e poi confermò con dati più precisi nel 1931 in un articolo congiunto con Milton Humason. Confrontando le distanze delle galassie più vicine con la loro velocità rispetto a noi (misurabile assumendo che il loro spostamento verso il rosso sia dovuto al loro moto e che v/c=z per z << 1), Hubble trovò una relazione lineare fra velocità e distanza (ottenendo H0 = circa 500 km/s per Mpc, un valore 7 volte maggiore del valore attualmente accettato).
All'epoca del suo annuncio questo risultato era in realtà piuttosto dubbio: Hubble aveva sottostimato gravemente gli errori di misura, al punto che se oggi si ripetesse la sua analisi sul medesimo campione di oggetti, usando però i dati più aggiornati per le loro distanze e velocità di recessione, non si otterrebbe un risultato statisticamente significativo, poiché le galassie considerate sono troppo vicine a noi. Questa incertezza si manifesta nel fatto che il valore oggi comunemente accettato per H0 è circa sette volte inferiore a quello inizialmente stimato da Hubble stesso. Ciononostante, il fatto che fra distanza e velocità di recessione esista una relazione lineare è stato ripetutamente confermato da tutte le osservazioni successive.

## Implicazioni cosmologiche
Il fatto che la velocità di recessione sia proporzionale alla distanza, esattamente come avviene in qualunque mezzo soggetto a dilatazione uniforme, è in accordo con il principio cosmologico, una ipotesi sempre utilizzata per costruire modelli matematici dell'universo.
In altre parole il fatto che le galassie si stiano allontanando da noi non implica affatto una posizione privilegiata della Terra nell'Universo, poiché una legge formalmente identica vale per tutti i possibili punti di osservazione (cioè, se noi fossimo in un'altra galassia, ritroveremmo esattamente la stessa relazione fra velocità e distanza).
L'importanza storica della legge di Hubble sta nell'avere eliminato tutti i modelli statici di Universo, che fino ad allora erano largamente favoriti (la conseguenza più famosa di questo pregiudizio fu l'introduzione arbitraria da parte di Einstein di una costante cosmologica nelle sue equazioni, allo scopo di rendere statico l'universo che esse predicevano), anche se cominciavano a nascere dubbi al riguardo: per esempio nei primi anni venti i teorici Aleksandr Friedman e Georges Lemaître avevano già proposto modelli cosmologici nei quali l'Universo evolve e Lemaître aveva anche previsto la legge poi verificata sperimentalmente da Hubble.
Dopo la scoperta di Hubble le teorie che postulavano la nascita dell'universo dal Big Bang ricevettero sempre più consensi, anche se, fino alla fine degli anni sessanta, quando venne scoperta la radiazione cosmica di fondo, la teoria dello stato stazionario fu considerata una valida alternativa.
A dispetto della convinzione diffusa che vuole la legge empirica di Hubble come prova definitiva dell'espansione dell'Universo, essa di per sé indica solamente una relazione tra due quantità misurate, appunto lo spostamento verso il rosso e la luminosità apparente. Edwin Hubble, per esempio, fu molto prudente sulle implicazioni cosmologiche della sua scoperta e manifestò sempre scetticismo sull'espansione dell'universo. È teoricamente possibile (per quanto molto improbabile) che lo spostamento verso il rosso non sia dovuto a un moto della sorgente rispetto all'osservatore ma a qualche effetto fisico, che non comprendiamo, o che la relazione fra luminosità e distanza sia diversa da quella che ci attendiamo.

## Il valore della costante di Hubble
Già pochi anni dopo l'enunciazione della legge di Hubble ci si rese conto che il valore di H0 indicato da Hubble era eccessivamente elevato (per esempio Hubble aveva confuso due diversi tipi di indicatori di distanza), per cui fu continuamente rivisto al ribasso.
Questo processo di revisione, però, diede luogo a una lunga e accesa controversia fra due "partiti", "capeggiati" rispettivamente da Allan Sandage e da Gérard de Vaucouleurs, i quali proponevano due valori diversi e sostanzialmente incompatibili: circa 1,6 aHz (50 km/s/Mpc) per Sandage e i suoi "seguaci" e circa 3,2 aHz (100 km/s/Mpc) per de Vaucouleurs. Secondo le misurazioni attuali il valore reale sta nel mezzo, più vicino a quello di Sandage. La controversia era così accesa che i cosmologi teorici, per evitare di prendervi implicitamente posizione, parametrizzavano spesso il valore della costante di Hubble con un numero h:
{\displaystyle H=h\times 3,2{\text{ aHz}}}
di cui si diceva semplicemente che era compreso fra 0,5 e 1.
Una misura più precisa è stata possibile solo in anni recenti: una prima stima basata sulle osservazioni delle Variabili Cefeidi con il Telescopio spaziale Hubble (HST) nel maggio del 2001 che hanno fornito una prima stima pari a 2,33±0,26 aHz (72±8 km/s/Mpc).
Le osservazioni della radiazione cosmica di fondo condotte con il satellite WMAP (2003) fornirono un valore simile dimezzando l'errore: 2,30±0,13 aHz (71±4 km/s/Mpc).
Nel 2006 la NASA ottenne utilizzando il telescopio orbitante Chandra una stima di 2,5±0,37 aHz (77±12 km/s/Mpc).
Il sito WMAP della NASA riassume tutte queste indicando un valore medio per la costante pari a 2,29±0,52 aHz (70,8±1,6 km/s/Mpc) se lo spazio viene considerato piatto o di 2,3±1,3 aHz (70,8±4,0 km/s/Mpc) negli altri casi. Queste stime però risalgono al 2007 e non tengono conto delle misure più recenti.
Nel 2009, sempre utilizzando misure dell'HST, si era ottenuto il valore di 2,40±0,12 aHz (74,2±3,6 km/s/Mpc).
Determinazioni del 2010 condotte sempre con l'HST e basate su misure dell'effetto di lente gravitazionale hanno condotto al valore di 2,35±0,10 aHz (72,6±3,1 km/s/Mpc).
Dall'analisi di sette anni di misurazioni condotte con il WMAP e pubblicate nel 2010 si ottiene una stima di 2,301±0,081 aHz (71,0±2,5 km/s/Mpc) usando esclusivamente questi dati mentre si ha 2,282±0,045 aHz (70,4±1,4 km/s/Mpc) se si mediano i dati con misurazioni precedenti derivate da altri studi.
Nel 2011, con la nuova camera all'infrarosso del telescopio spaziale Hubble (HST), è stato misurato un valore di 2,392±0,077 aHz (73,8±2,4 km/s/Mpc).
Un approccio alternativo utilizzando dati relativi agli ammassi galattici ha ottenuto un valore di 2,171±0,010 aHz (67,0±3,2 km/s/Mpc).
Nell'ottobre del 2012 Freedman e altri hanno ottenuto un valore per la costante pari a 2,407±0,068 aHz (74,3±2,1 km/s/Mpc) grazie alle misurazioni effettuate dal telescopio spaziale agli infrarossi Spitzer.
Il 21 marzo 2013 i dati della sonda Planck dell'ESA hanno restituito in modo analogo e più preciso della Wmap un valore pari a 2,176±0,039 aHz (67,15±1,2 km/s/Mpc).
Il 26 gennaio 2017 un gruppo internazionale di astronomi della collaborazione H0LiCOW, guidata da Sherry Suyu, ha annunciato i risultati di uno studio, basato sulla diversa lunghezza dei percorsi della luce di quasar deviata da galassie, che operano come gigantesche lenti gravitazionali. La misurazione è stata effettuata con una combinazione di telescopi terrestri e spaziali (fra cui lo stesso Hubble Space Telescope).
Il valore risultante della costante di Hubble è attualmente calcolato in 71,9±2,7 km/s/Mpc, in ottimo accordo con altre misure basate sull'osservazione dell'universo locale, ma distinto dai valori suggeriti dall'osservazione della radiazione cosmica di fondo.

## Il parametro di Hubble
Va notato che in quasi tutti i modelli cosmologici (e in particolare in tutti quelli basati sull'ipotesi del Big Bang, cioè praticamente tutti quelli attualmente ritenuti possibili) la costante di Hubble è costante solo nel senso che se in questo momento (cioè nello stesso istante di tempo cosmologico) noi ripetessimo la sua misura in qualunque altro punto dell'universo, otterremmo il medesimo valore. Questo valore però cambia nel tempo. Per limitare la confusione solitamente si usa il termine parametro di Hubble al tempo t (indicato con H(t)), mentre con costante di Hubble H0 si intende il valore attuale.
L'evoluzione di H è dovuta agli effetti della gravità, la forza gravitazionale della materia presente nell'universo tende a rallentare l'espansione, e della cosiddetta energia oscura (dark energy), che invece tende ad accelerarla; la cosiddetta costante cosmologica sarebbe una forma particolare di energia oscura. Misure condotte in anni recenti (a partire dal 1999) sembrano indicare che l'espansione dell'universo stia in questo momento accelerando.

## L'età dell'universo
Dal valore di H0 è anche possibile ricavare un ordine di grandezza per l'età dell'universo: in tutti i modelli cosmologici che assumono un Big Bang infatti il tempo intercorso fra il Big Bang e l'epoca attuale è dato approssimativamente da 1/H0 = 13,7±0,8 Ga (dove si è usato il valore di H0 trovato da WMAP). Per una valutazione più precisa dell'età dell'universo è necessario conoscere una serie di altri parametri cosmologici che tengono conto in primo luogo della espansione inflazionaria; per esempio, utilizzando congiuntamente tutti i valori misurati dalla sonda Planck si trova un'età di 13,82 miliardi di anni.
Una volta nota l'età dell'universo e accettando l'assunzione che la velocità della luce sia costante, parrebbe che non sia possibile osservare oggetti più lontani dello spazio percorso dalla luce durante l'intera vita dell'universo. La nozione che questa distanza sia banalmente pari a circa 13,82 miliardi di anni luce (4,3 gigaparsec) è erronea, poiché non tiene conto dell'espansione dell'universo che è intervenuta progressivamente, tra l'altro in costante accelerazione, fino a raggiungere la situazione in cui lo spazio si dilata più velocemente della luce.
La distanza di Hubble, ricavata dalla costante di Hubble, posta a 16 miliardi di anni luce dall'osservazione, delimita la distanza oltre la quale leggi fisiche, spazio e tempo perdono significato e contatto causale, cioè non esisterà mai la possibilità di osservare o scambiare alcun segnale, interazione o informazione, che in pratica esce dalla realtà dell'osservatore.

## Problemi e criticità
La legge di Hubble è sempre stata soggetta a critiche da parte degli oppositori del modello del Big Bang. Uno dei più convinti critici ne è stato l'astronomo Halton Arp, che ne negava l'origine cosmologica e che per decenni segnalò alla comunità scientifica l'osservazione di un grande numero di violazioni della legge di Hubble, su cui si basa il modello del Big Bang. Una delle più note è l'associazione fisica (attraverso un ponte di materia) di una galassia e di un quasar (Markarian 205), che tuttavia hanno redshift molto diversi; applicando a questa coppia la legge di Hubble si dovrebbe assegnare loro una distanza tale da escludere qualsiasi associazione, mentre invece i due oggetti astronomici sono effettivamente associati.
Tuttavia, da quando Arp espose per la prima volta le sue teorie negli anni '60, la strumentazione astronomica e telescopica è progredita notevolmente; è stato lanciato il telescopio spaziale Hubble, sono diventati operativi telescopi multipli da 8-10 metri come quello dell'Osservatorio di Keck. Questi nuovi telescopi sono stati utilizzati per esaminare più a fondo le quasar e ora è generalmente accettato che esse siano galassie molto distanti con un elevato redshift. Inoltre molte indagini, la più notevole delle quali effettuata sul Campo Profondo di Hubble, hanno identificato un gran numero di oggetti con un alto redshift che non sono quasar, i quali sembrano essere galassie "normali" (come quelle presenti in regioni dello spazio più prossime a noi). Infine l'evidenza a favore del redshift come misura di distanza e le conferme alla teoria del Big Bang sono ormai numerose e convincenti, mentre i casi di redshift discordante possono essere spiegati come allineamenti casuali di oggetti a distanze diverse.